# Batmans bælte
Batmans bælte er et bælte som indgår som en del af superhelten Batmans dragt. Bæltet indeholder en lang række værktøjer og våben, som Batman bruger i sin kamp mod skurkene i Gotham City. Lignende bælter bruger af bl.a. Robin, Batgirl og andre medlemmer af Bat-familien.

## Historie
Batman-historikeren Les Daniels krediterer Gardner Fox som ophavsmand til bæltet, hvor han introducerede det som koncept i Detective Comics #29 (juli 1939). I den første udgave indeholdet det en slags gasgranater. To udgaver senere havde bæltet for alvor debut, hvor Fox også opfandt det første af superheltens våben med bat-tema; batarangen i historien "Batman vs. the Vampire" i Detective Comics #31 (septembeer 1939).
Frem til 1989 blev bæltet tegnet som et simpelt gult bælte med et spænde og beholdere eller tasker til at indeholde  hans forskellige gadgets. I 1986 tegnede Frank Miller det som et militær-inspireret design, og det blev siden brugt af mange andre tegnere.
I Tim Burtons film Batman (1989) havde bæltet et Batreb, der kunne affyres fra bæltet og trække ham op. I efterfølgeren, Batman Returns (1992), fik bæltet også en lille motor, der kunne få det til at køre rundt så pungene og taskerne var nemmere at komme til.
Bæltet har i tidens løb indeholdt en lang række forskellige genstande bl.a. røggranater, bolaer, låsedirk, bedøvelsespistol, laser og batarangs.